# Salvador Sánchez Cerén
Salvador Sánchez Cerén (Quezaltepeque, 18 de junio de 1944) es un exguerrillero, profesor y político salvadoreño. Fue presidente de la República de El Salvador desde el 1 de junio de 2014, hasta el 1 de junio de 2019, siendo además uno de los principales dirigentes del partido Frente Farabundo Martí para la Liberación Nacional y excomandante de la desaparecida organización político militar Fuerzas Populares de Liberación Farabundo Martí.
Fue vicepresidente de El Salvador luego de vencer en las elecciones del 15 de marzo de 2009, junto con su compañero de fórmula, Mauricio Funes. Asumió el cargo el 1 de junio de 2009, siendo también nombrado ministro de Educación por el presidente Funes.
El 9 de marzo de 2014 ganó las elecciones presidenciales en segunda vuelta contra el candidato Norman Quijano del partido ARENA. Tomó posesión el 1 de junio de 2014 al 1 de junio de 2019.
Nacido en el seno de una familia de artesanos, realizó sus estudios de profesorado en la Escuela Normal de El Salvador, en la capital salvadoreña. En 1965 fue uno de los fundadores de la Asociación Nacional de Educadores Salvadoreños (ANDES 21 de junio). En 1970 participó en la creación de las FPL, la primera organización armada de izquierda de El Salvador. Dentro de la organización fue conocido por el seudónimo de Leonel González. Fue presidente  pro tempore de la CELAC (Comunidad de Estados Latinoamericanos y Caribeños) entre el 25 de enero de 2017 al 14 de enero de 2019.[cita requerida]

## Primeros años
Salvador Sánchez Cerén nació en Quezaltepeque, El Salvador el 18 de junio de 1944. Su padre era Antoino Alfonso Sánchez, carpintero y artesano, y su madre Dolores Hernández, vendedora de alimentos. Sánchez Cerén fue uno de doce hijos. Sus apellidos fueron registrados erróneamente como "Sánchez Cerén" en lugar de "Sánchez Hernández", utilizando el apellido de su abuela materna en lugar del de su madre según las costumbres de nombres españoles. El error nunca fue corregido.
En su juventud, Sánchez Cerén asistió al Centro Escolar José Dolores Larreynaga para sus estudios primarios y secundarios. A partir de los 16 años asistió a la Escuela Normal Superior Alberto Masferrer y estudió para ser maestro de escuela pública, graduándose en 1963. Sánchez Cerén enseñó en tres escuelas del departamento de La Libertad: la Escuela Rural Mixta de Huizúcar de 1963 a 1964, la Escuela Rural Mixta de San Matías de 1964 a 1966 y la Escuela Urbana Mixta de Quezaltepeque de 1966 a 1979. En diciembre de 1965 se unió a la Asociación Nacional de Educadores Salvadoreños (ANDES 21 de Junio), el primer sindicato de maestros del país.

## Trayectoria

### Su vida en la FPL
En 1972, Sánchez Cerén se incorporó a la organización militante Fuerzas Populares de Liberación Farabundo Martí. En 1980, tras el inicio de la Guerra Civil salvadoreña en 1979, Sánchez Cerén adoptó el seudónimo de Comandante Leonel González, ya que también fue designado para el cargo de "comandante".
En abril de 1983, luego del asesinato de Mélida Anaya Montes y del suicidio de Salvador Cayetano Carpio, máximos responsables de la dirección de las FPL, Sánchez Cerén, fue elegido secretario general de las FPL y se incorporó a la Comandancia General del FMLN. Entre 1990 y 1992 participó en la delegación oficial del FMLN que negoció con el gobierno de El Salvador los Acuerdos de Paz de Chapultepec.[cita requerida]
En el año 2000, fue elegido diputado del FMLN en la Asamblea Legislativa, siendo reelegido en 2003 y 2006. Entre 2001 y 2004 fue coordinador general del partido de izquierda. En enero de 2006, sucedió al fallecido dirigente Schafik Hándal, como jefe de la fracción del FMLN en la Asamblea Legislativa, manteniendo esta responsabilidad hasta 2008.[cita requerida]

## Carrera política

### Vicepresidencia

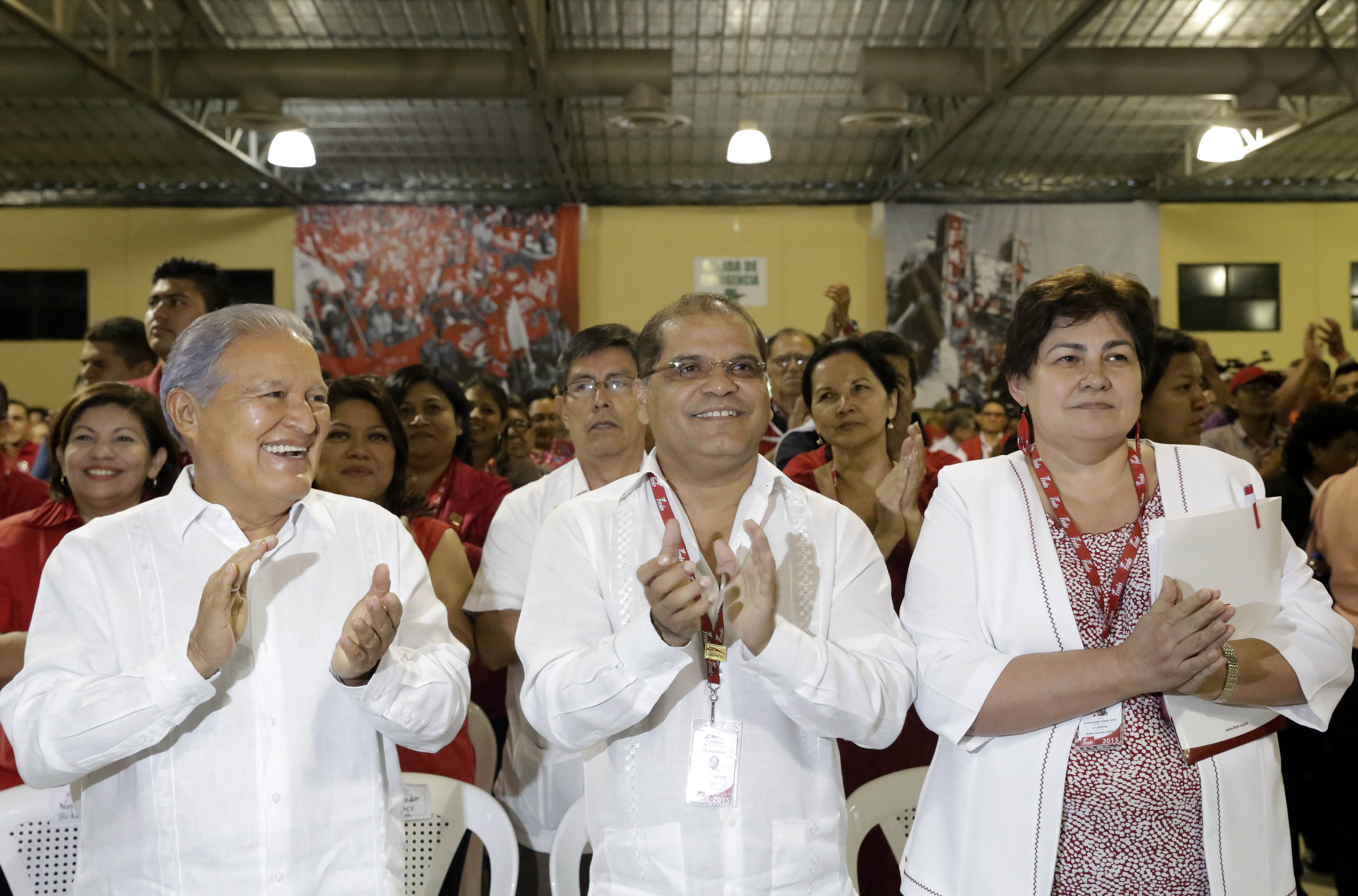
Sánchez Céren y Oscar Ortiz en el Congreso del FMLN

En abril de 2007 fue elegido compañero de fórmula presidencial de Mauricio Funes como candidato a vicepresidente de la República, siendo ratificado el 11 de noviembre de ese mismo año por la Convención Nacional del Frente Farabundo Martí para la Liberación Nacional (FMLN).
Desde su proclamación como candidato hasta la elección del 15 de marzo de 2009 fue señalado públicamente debido a su condición de excomandante de las fuerzas insurgentes.
El FMLN denunció que tales acusaciones constituían una campaña sucia contraria a una prohibición expresa del Código Electoral salvadoreño, y las intervenciones de Peña Esclusa configuraban una injerencia ilegal de extranjeros en la política interna del país, lo que llevó a presentar una demanda ante el Tribunal Supremo Electoral.
Los integrantes de la fórmula presidencial del FMLN, Mauricio Funes y Salvador Sánchez Cerén fueron elegidos presidente y vicepresidente de la República, respectivamente, en la elección celebrada el domingo 15 de marzo de 2009 para un mandato de cinco años al recibir 1 354 000 votos (51,32% de la votación válida), asumiendo sus funciones el 1 de junio de 2009 al concluir el mandato del presidente Elías Antonio Saca.

### Presidencia
El domingo 11 de noviembre de 2012 luego de varios meses de haber sido anunciada su candidatura, el FMLN en un concurrido acto en el mayor escenario deportivo del país lo ratificó junto a Óscar Ortiz como la fórmula presidencial para los comicios del 2 de febrero de 2014.
El 1 de junio de 2014 toma posesión como Presidente de El Salvador durante la ceremonia de traspaso de mando donde recibe la banda presidencial de manos de Mauricio Funes. 

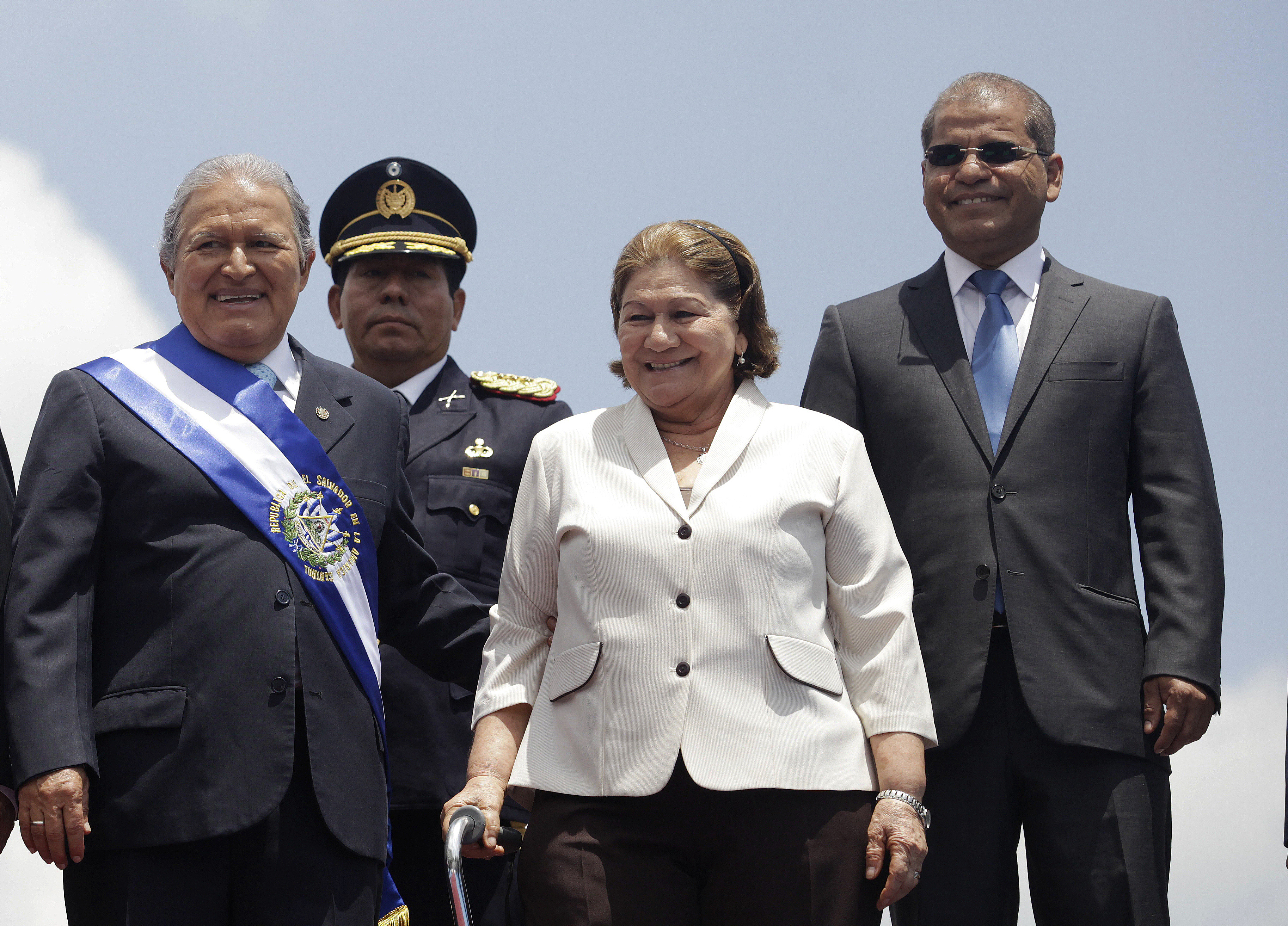
Informe del primer año de Gobierno

Desde octubre de 2016, su gobierno y el FMLN defienden un proyecto de legalización parcial del aborto (en caso de violación o de peligro por la vida de la madre) pero se enfrentan a la oposición de la derecha que bloquea la reforma en el Parlamento.

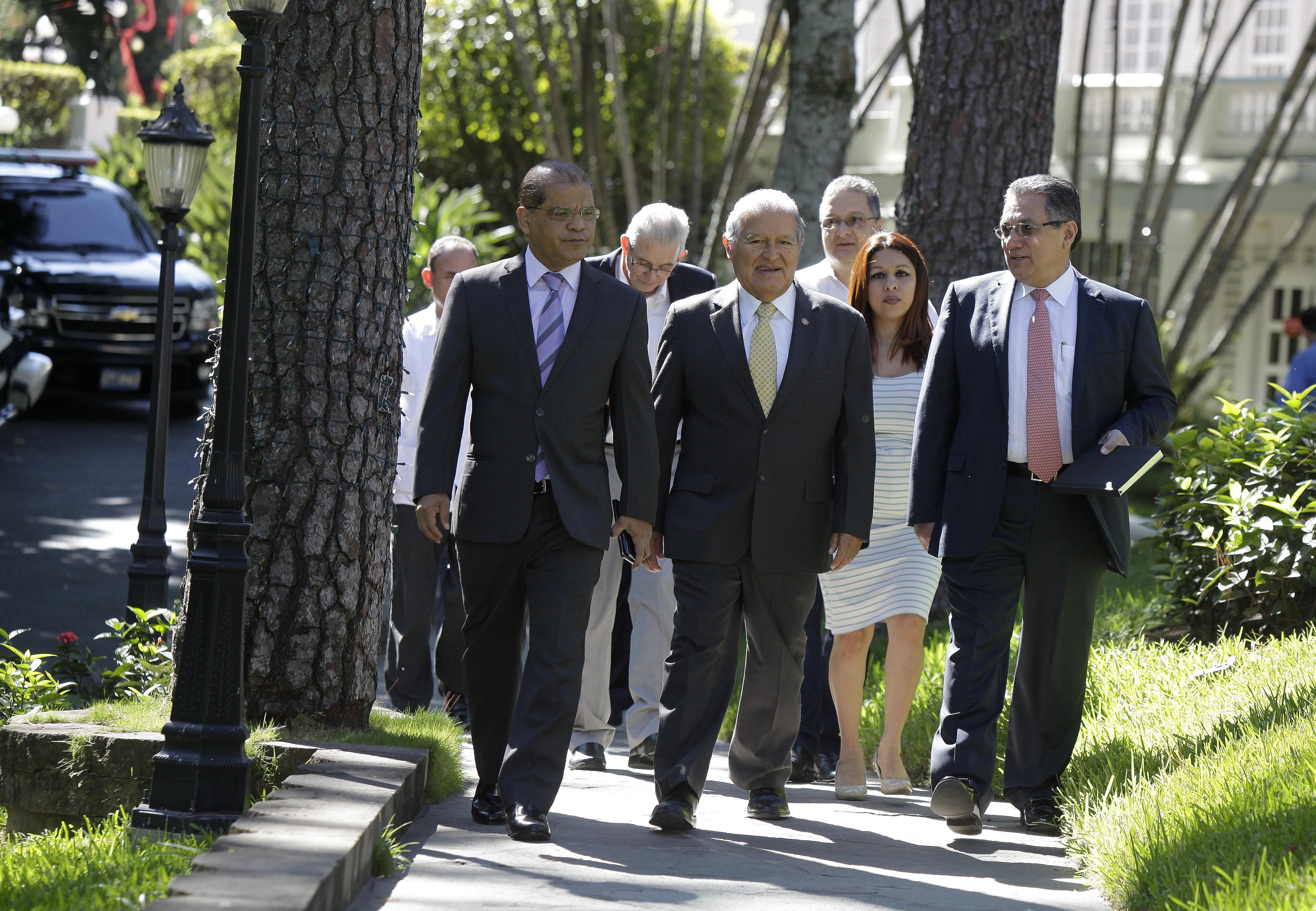
Sánchez Cerén y su equipo de gobierno

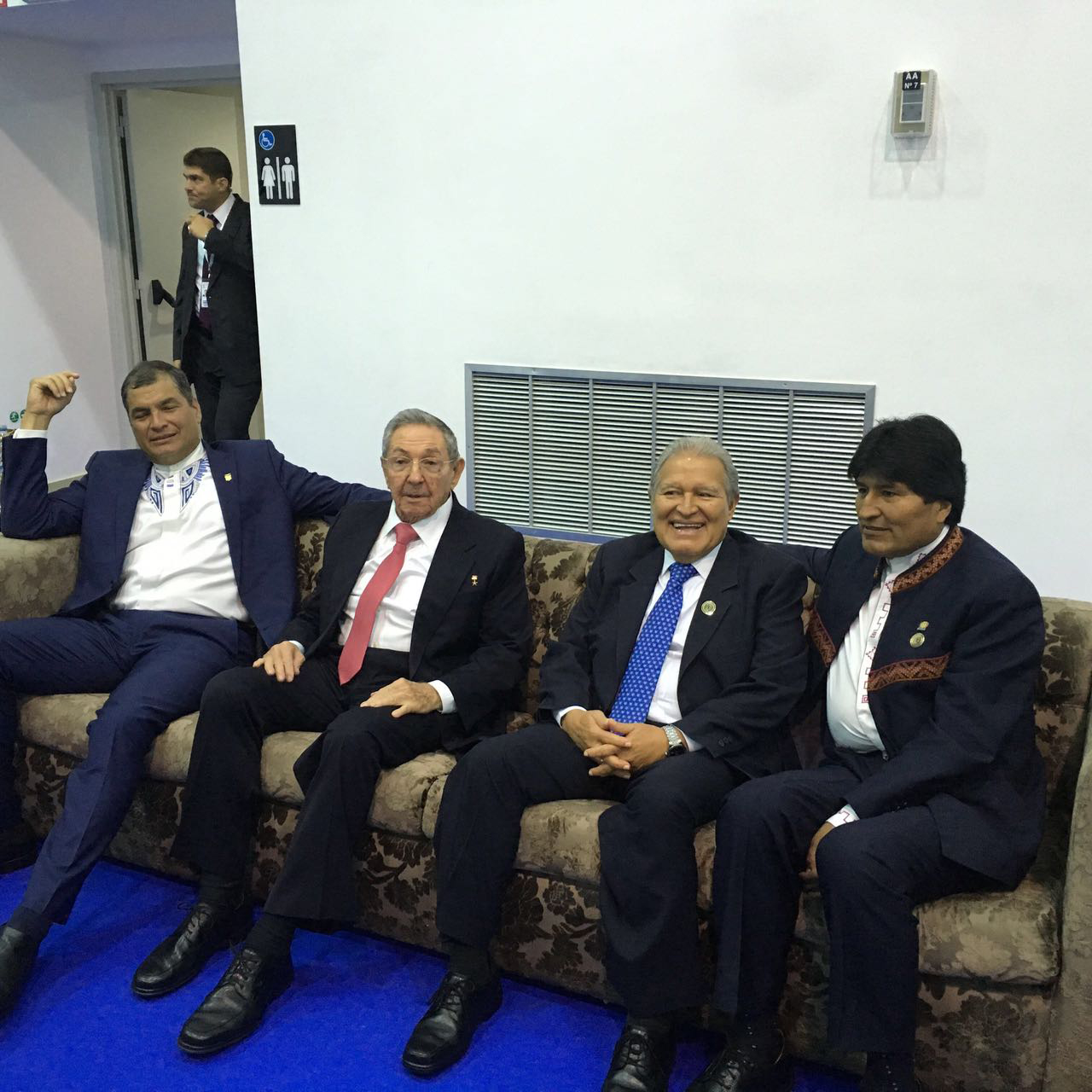
Presidente Salvador Sánchez Cerén, acompañado de mandatarios.

En diciembre de 2016, el Consejo Nacional de Salario Mínimo (CNSM) acordó ajustar en $300 como mínimo para los trabajadores del sector comercio y servicio e industria incluyendo los ingenios; y en $295 para el sector de maquila textil y confección. Y partir de enero de 2017, los que se ocupan en las industrias agrícolas de temporada como el café y recolección de cosecha de caña de azúcar reciben como mínimo $224; y por la recolección de cosecha de café, algodón, la industria agrícola de temporada y el sector agropecuario, los trabajadores reciben al menos $200. 

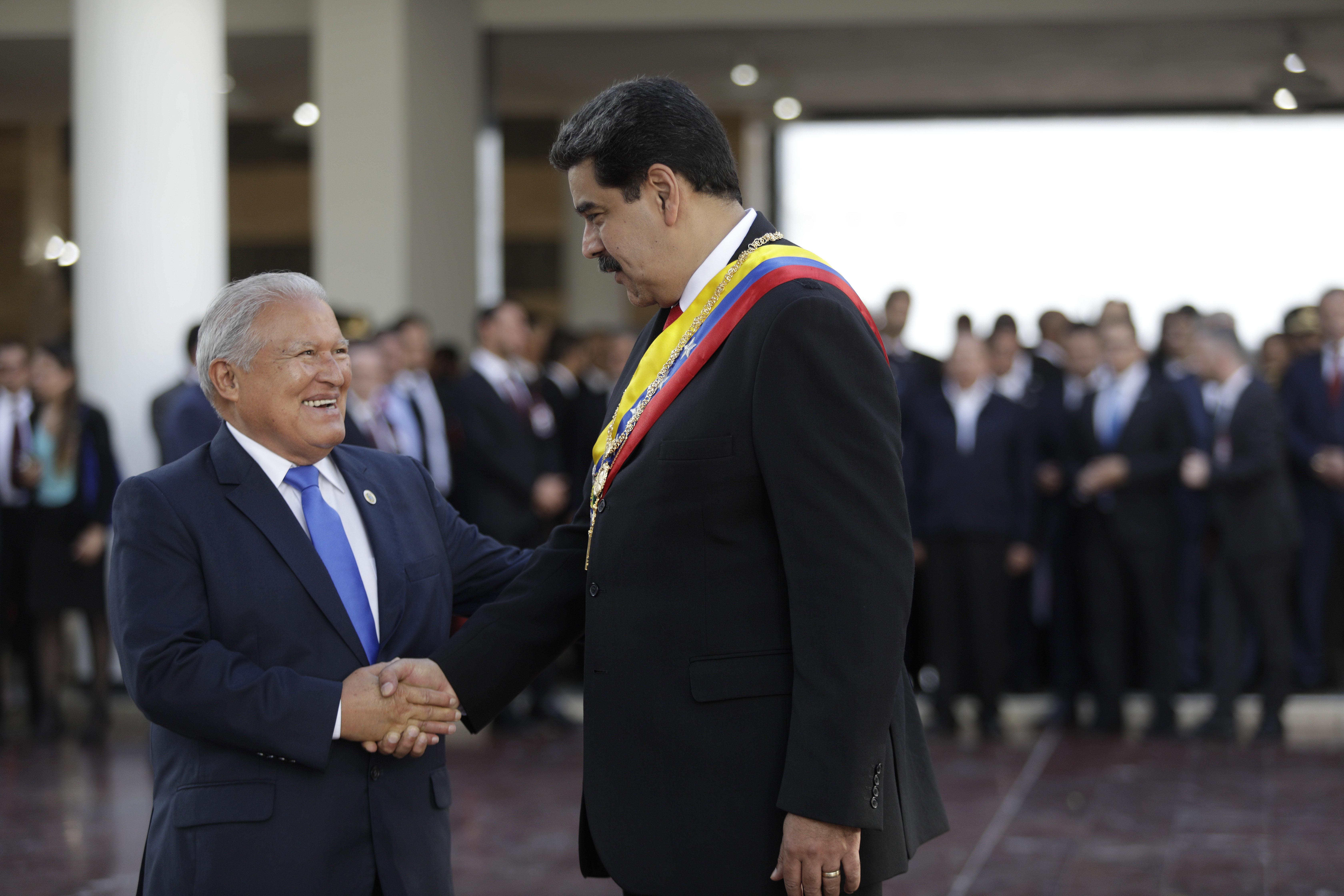
Reunión de Maduro con Sánchez en la segunda toma de posesión de Maduro

Según un documento de la OIT llamado “Panorama Laboral de América Latina y el Caribe 2017”, El Salvador fue el país que más creció el salario mínimo en el 2017 con el 20,7%.
Este aumento provocó un quiebre en las relaciones del gobierno con el sector privado, los últimos acusaban que se tuvo injerencia política en la decisión del Consejo Nacional de Salario Mínimo (CNSM).[cita requerida]
En abril de 2017, El Salvador es el primer país en el mundo que prohíbe por ley las minas de metales sobre su territorio, por razones medioambientales y de sanidad pública.
En 2017, su gobierno prohíbe el matrimonio infantil.
Desde 2011 se ha incrementado el salario mínimo del sector privado y público en más del 40 por ciento, dependiendo de la actividad laboral de los trabajadores y profesionales.
El 19 de abril de 2018 crea el Ministerio de Cultura mediante decreto ejecutivo, elevando a la Secretaría de Cultura de la Presidencia a ministerio. La creación de este nuevo ministerio fue una promesa de campaña y una demanda del gremio artístico para tener un mayor presupuesto para la ejecución de proyectos y el cumplimiento de la Ley de cultura.
El 20 de agosto de 2018 anunció la ruptura de las relaciones diplomáticas de El Salvador con Taiwán y reconociendo la política de "Una sola China" , abre relaciones con la República Popular China, convirtiéndose en el país número 178 en aceptar dicha resolución de la Asamblea de la Organización de las Naciones Unidas.
Durante su presidencia, la economía salvadoreña generó 150.000 empleos y la tasa de pobreza descendió del 34% al 29%. La tasa de homicidios ha caído de 110 por cada 100.000 habitantes en 2015 a 50 en 2019.

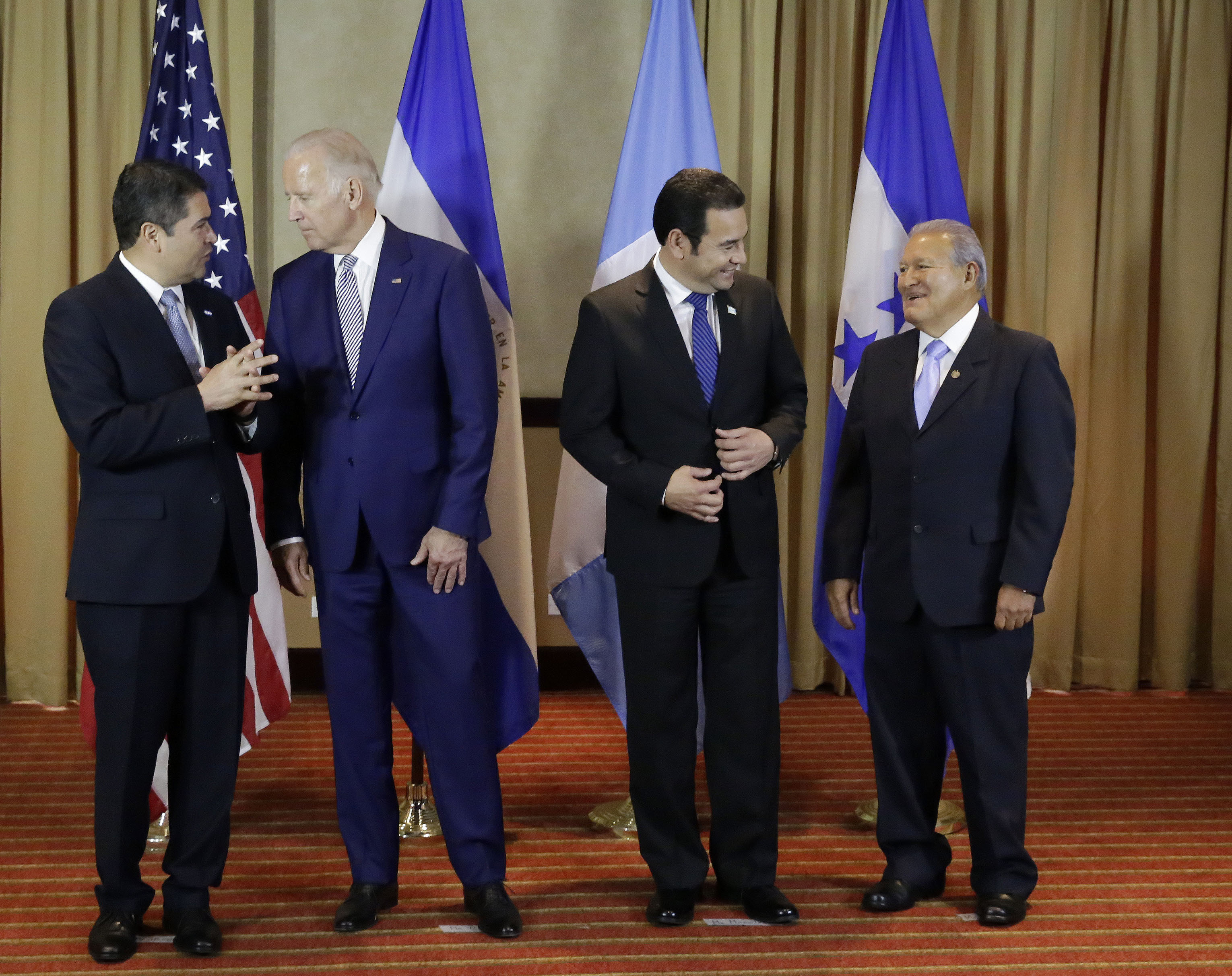
De izq. a der.: Presidente Juan Orlando Hernández de Honduras, Joe Biden Vicepresidente de Estados Unidos, Jimmy Morales Presidente de Guatemala y Presidente Salvador Sánchez Cerén de El Salvador.

En las elecciones presidenciales de 2019 el candidato del partido oficial Hugo Martínez del FMLN tuvo una debacle en el resultado electoral, pasando del 50% de votos en las elecciones pasadas al 14,4% de los votos válidos en esta elección. Los resultados se responsabilizaron a la mala gestión pública del gobierno del expresidente Mauricio Funes y la falta de mayor liderazgo de Salvador Sánchez Cerén. El 1 de junio de 2019 entrega la presidencia a su sucesor Nayib Bukele con la tasa de aprobación más baja de todo su gobierno, recibiendo apenas el apoyo del 32,5% de la población. Recibió la nacionalidad nicaragüense en 2021.

## Postpresidencia
En diciembre de 2020, Sánchez Cerén y su familia salieron de El Salvador rumbo a Nicaragua. El 22 de julio de 2021, el fiscal general salvadoreño Rodolfo Delgado ordenó la detención de Sánchez Cerén por cargos de malversación de fondos, enriquecimiento ilícito y lavado de activos por hasta 530.000 dólares. Unos días después, el 30 de julio de 2021, el Ministerio del Interior de Nicaragua otorgó a Sánchez Cerén, su esposa (Margarita Villalta de Sánchez) y tres de sus hijos la ciudadanía nicaragüense.
En julio de 2023, Sánchez Cerén fue sancionado por el Departamento de Estado de Estados Unidos por "corrupción significativa mediante lavado de dinero" como vicepresidente.

## Obras literarias

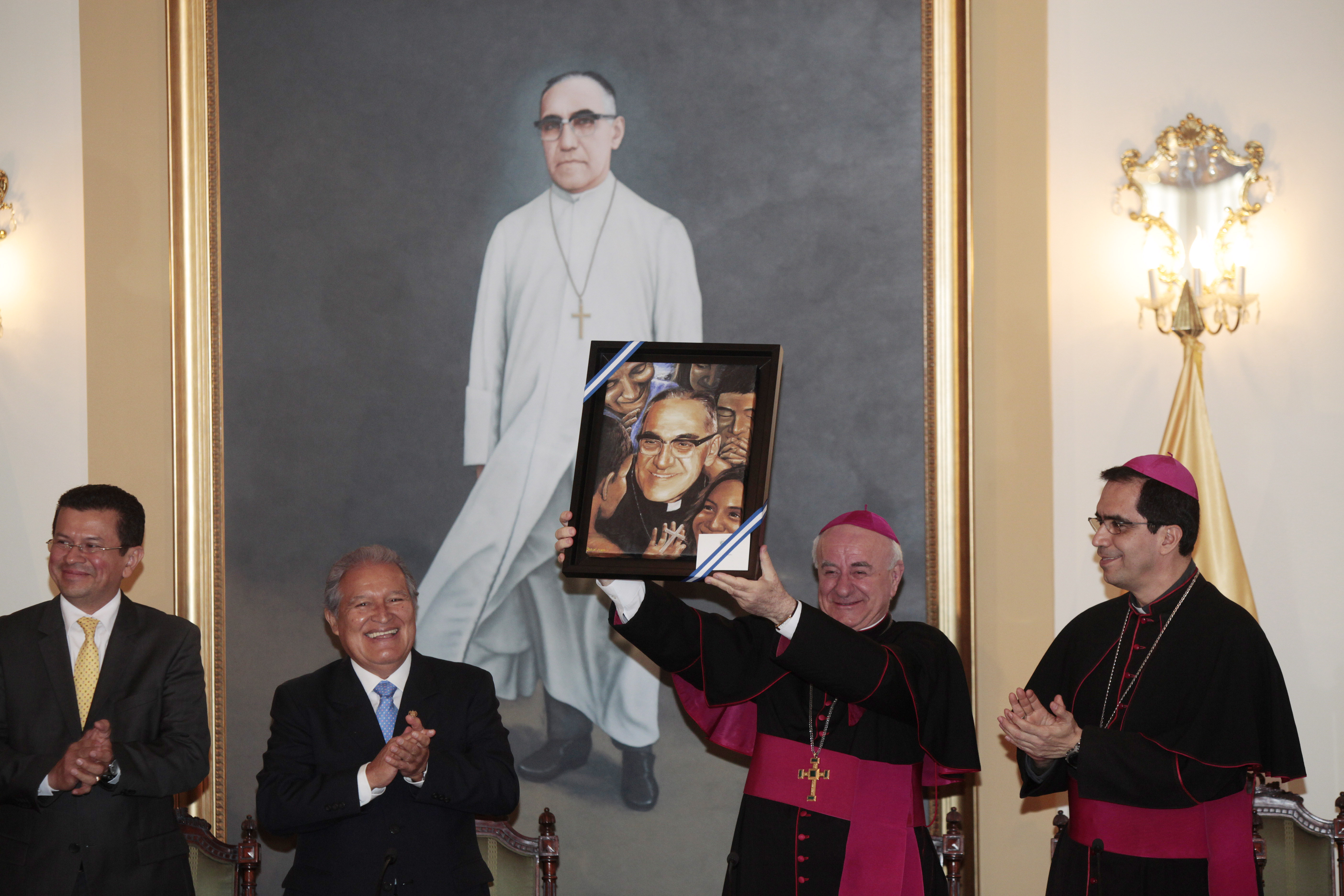
En la imagen están Hugo Martinez (Excanciller de la república) Salvador Sánchez Ceren, (expresidente de El Salvador); Vincenzo Paglia y José Luis Escobar Alas en Beatificacion de Oscar Arnulfo Romero en 2015.

- Sánchez Cerén, Salvador (2009). Con sueños se escribe la vida: Autobiografía de un revolucionario salvadoreño. El Salvador. Ocean Sur. ISBN 978-1-921438-16-5
- Sánchez Cerén, Salvador (2011). FMLN en el Gobierno. El Salvador. Ocean Sur. ISBN 978-1-921700-40-8
- Sánchez Cerén, Salvador (2012). La guerra que no quisimos: El Salvador, 1980-1992. El Salvador. Ocean Sur. ISBN 978-1-921700-49-1
- Sánchez Cerén, Salvador (2012). Ana María, combatiente de la vida: Mélida Anaya Montes: salvadoreña, maestra, guerrillera. El Salvador. Ocean Sur. ISBN 978-1-921700-64-4
- Sánchez Cerén, Salvador (2012). El país que quiero: 2014: Elecciones presidenciales en El Salvador. El Salvador. Ocean Sur. ISBN 978-1-921700-87-3